# Treglio
Treglio est une commune de la province de Chieti dans la région Abruzzes en Italie.

## Administration
| Période                                  | Période  | Identité      | Étiquette    | Qualité |
| ---------------------------------------- | -------- | ------------- | ------------ | ------- |
| 14 juin 2004                             | En cours | Roberto Doris | Lista Civica |         |
| Les données manquantes sont à compléter. |          |               |              |         |

### Hameaux
Pagliarone, Sacchetti 

### Communes limitrophes
Lanciano, Rocca San Giovanni, San Vito Chietino